# Daewoo Motor Polska
Daewoo Motor Polska was een Poolse fabrikant van terreinauto's en bestelwagens.

## Geschiedenis
De Zuid-Koreaanse onderneming Daewoo nam in 1995 en 1996 een aandeel in de Poolse ondernemingen Fabryka Samochodów Rolniczych (FSR) uit Poznań en Fabryka Samochodów Ciężarowych (FSC) uit Lublin.De firma was gevestigd op ul. Jagiellońska 83 in Warschau.

## Auto's

### Bestelwagens
In de voormalige FSC-fabriek in Lublin werden bestelwagens van het type Daewoo Lublin geproduceerd. Een aandeel werd genomen in LDV, waarna men samenwerkte om een nieuw model bestelwagen te ontwikkelen. Door het faillissement van Daewoo in 1999 kwam dit project op losse schroeven en LDV nam het project over, wat leidde tot de LDV Maxus. De voormalige FSC-fabriek werd overgenomen door toeleverancier Andoria. Uiteindelijk zou, ondanks plannen voor een nieuw model, de productie volledig stoppen.

### Terreinwagens
De onderneming produceerde ook de terreinauto Honker. Vanaf 1999 werd deze verkocht als Daewoo. Na het uiteenvallen van Daewoo Motor Polska werd de productie van het model voortgezet door Andoria-Mot. Sinds enkele jaren is ook de productie van de Honker stilgevallen.

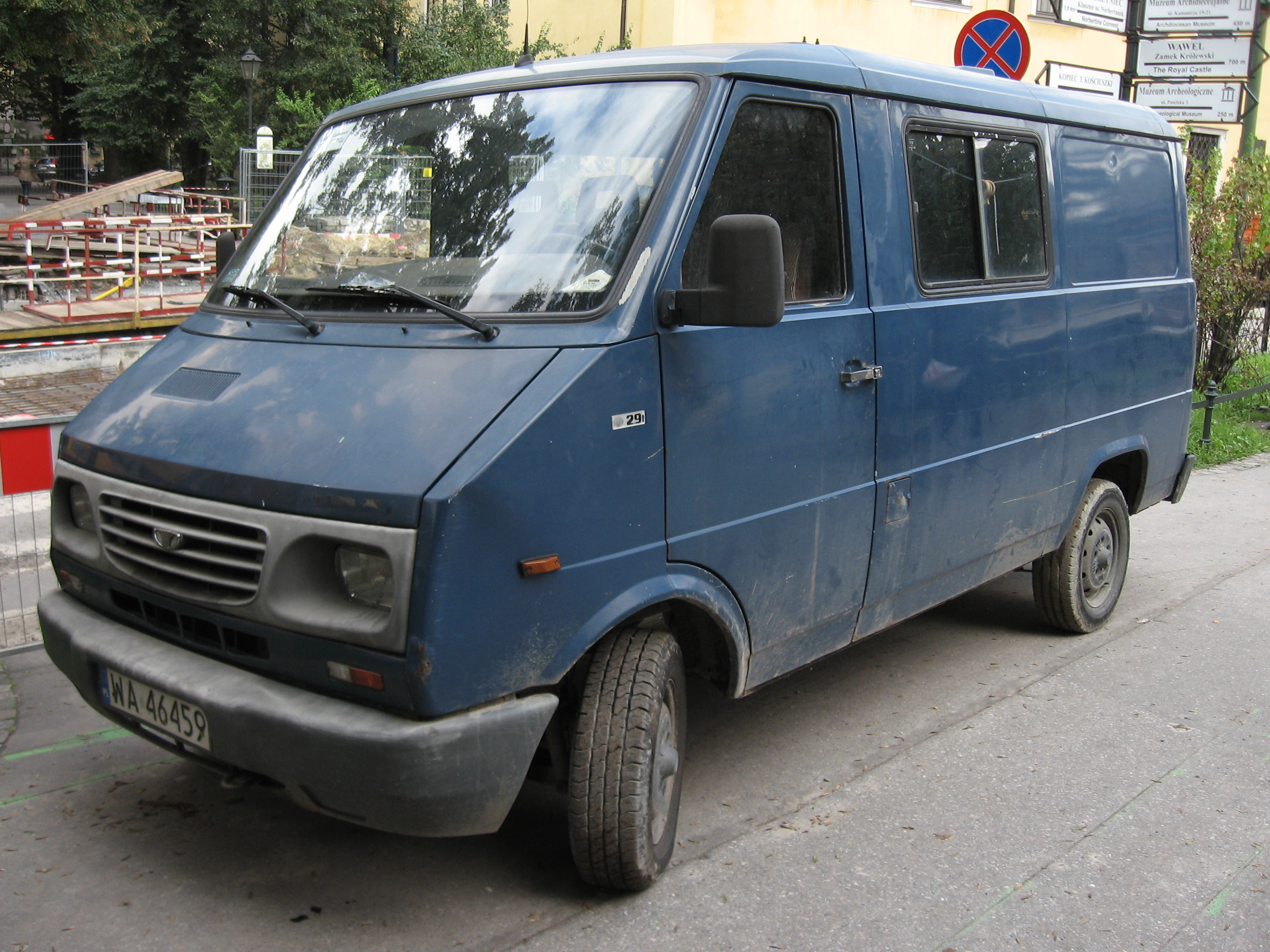
Daewoo Lublin
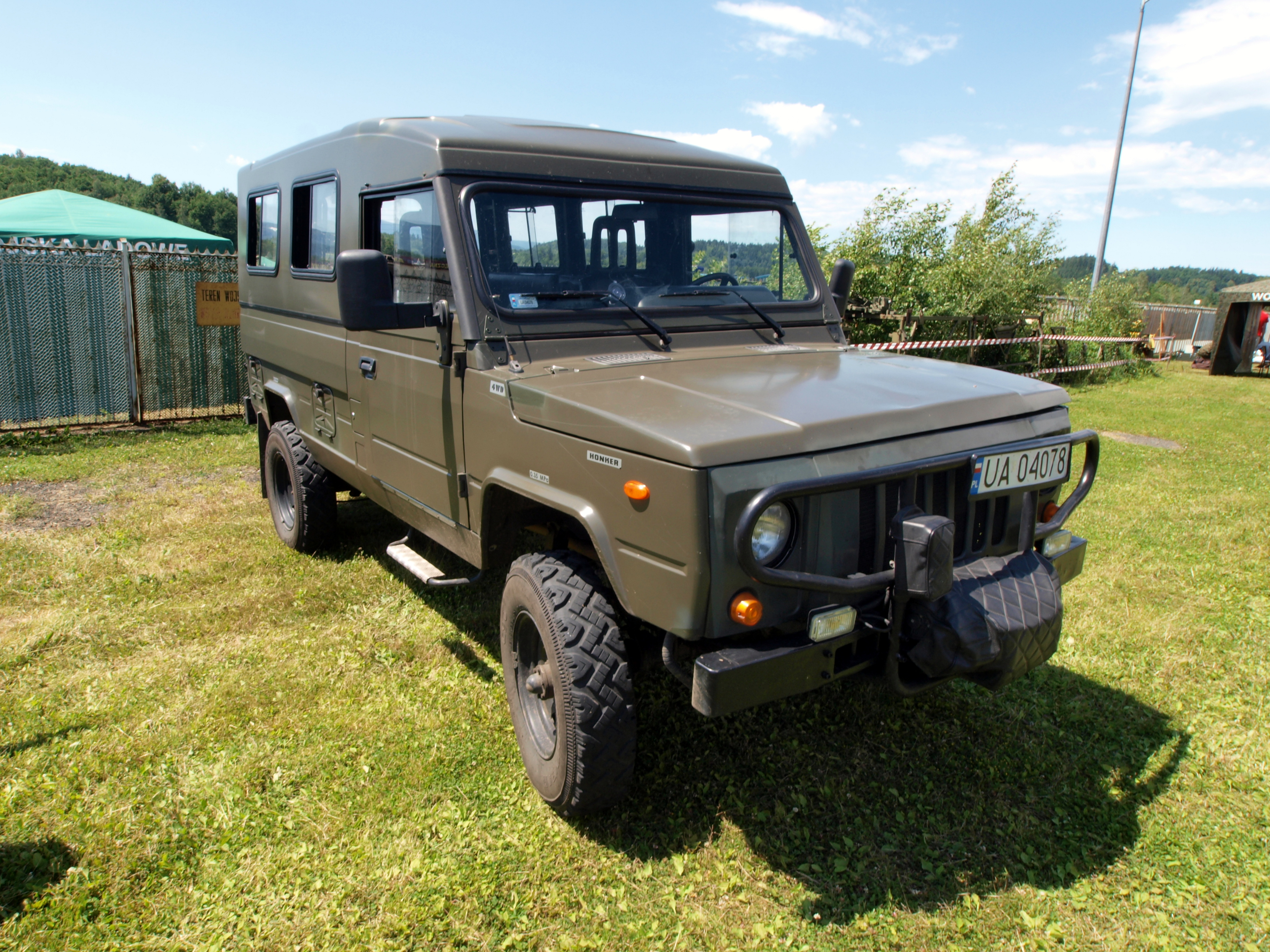
Daewoo Honker

- Virtual International Authority File: 163432375